# Бенедикт Арнолд
Бенедикт Арнолд (енгл. Benedict Arnold; Норвич, 14. јануар 1741 — Лондон, 14. јун 1801) био је генерал америчке војске током Америчког рата за независност.
Најпознатији је по завери за предају америчког утврђења Вест Појнт Британцима током Америчког рата за независност. Истакао се као патриота на почетку рата. Његова лукавост и храброст код Форт Тајкондероге 1775, поход на Канаду, напад на Монтреал и опсада Квебека, битка код острва Валкур на језеру Шамплејн 1776, битка код Данберија и Риџефилда након чега је унапређен у генерал-мајора и на крају у бици код Саратоге 1777. Упркос томе, Бенедикт Арнолд се одлучно противио одлуци Конгреса да направи савезништво са Француском.
Незадовољан је најпре био увредама Конгреса. Упркос дуготрајној служби и значајним  постигнућима, Конгрес га није унапредио, него је унапредио бригадне генерале који су имали везе у конгресу. Патио је од великих дугова јер је практично све војне операције на почетку рата сам финансирао. Такође је био и под притиском своје друге жене, Пеги Шипен, британске лојалисткиње, па је Арнолд одлучио да пређе на британску страну.
У септембру 1780, Арнолд је направио план који би, ако би успео да га спроведе, донео Британцима подручје око реке Хадсон и преполовио Америку на два дела. План је био онемогућен, али је Арнолд успео да побегне у Њујорк, где су се налазиле британске трупе. За своју издају био је награђен чином бригадног генерала и наградом од 6000 фунти.

## Детињство
Бенедикт Арнолд родио се као друго дете у породици Бенедикта Арнолда III и Хане Вотермен Кинг у Норвичу, Конектикат 14. јануара 1741. Добио је име по свом прадеди, једном од првих гувернера Роуд Ајланда, који је био јако цењен у породици, као и по свом брату Бенедикту IV који је умро као беба. Једино су он и његова сестра Хана успели да преживе детињство, док су остале деца преминула услед жуте грознице, осим једног брата чији узрок смрти.
Арнолдова породица финансијски је добро стајала све док Арнолдов отац није направио неколико пословних уговора који су их увукли у дугове. Када се то догодило, његов отац се пропио. Због великих дугова, Арнолд је са 14 година морао да се испише из школе, јер родитељи више нису могли да подмире дугове.
Очев алкохолизам и лоше здравље су спречили Арнолда да учи за породичне трговачке занате, али се његова мајка побринула да Арнолд има осигуран смештај код своја два рођака који су водили успешну апотеку и продавницу у Норвичу.

### Француски и индијански рат
Са 15 година Арнолд се уписао у војну полицију Конектиката. Ишао је у походе у Олбанију и у Лејк Џорџу како би зауставио француски напад у бици код тврђаве Вилијам Хенри. Међутим, Британци су претрпели понижавајући пораз у тој бици од француске војске вођене заповедником Маркизом Мотнкалмом.
Након битке Французи су преговарали са Британцима о часној предаји. Кад су се Британци предали, одведени су у тврђаву Едвард где су били заробљени. Кад су Индијанци, који су били на страни Француза, видели непријатеље у својој тврђави све су их побили. Французи нису могли да учине ништа.

### Смрт родитеља
Арнолдова мајка, са којом је био јако близак, умрла је 1759. Након тога, деца су морала да преузму бригу о болесном оцу и млађој сестри. Очев алкохолизам погоршао се након женине смрти; чак је био и ухапшен неколико пута због пијанства у јавности и јер је одбацио Цркву. Након очеве смрти, 1761, двадесетогодишњи Бенедикт вратио је част породичном имену.

## Каријера пре рата
Године 1762, уз помоћ даље фамилије, Арнолд је основао свој сопствени посао као лекар и као продавац књига у Њу Хејвену у Конектикату.
Арнолд је био врло амбициозан и агресиван па му је посао брзо цветао. Године 1763. откупио је породичну имовину коју је отац заложио кад су били у великим дуговима.
Годину дана касније опет ју је продао и остварио велику добит. Након тога, 1764. Арнолд је успоставио пријатељство са Адамом Бабкоком, још једним младим и надобудним трговцем. Служећи се профитом од продаје имовине, Арнолд је купио три трговачка брода и направио уносан бизнис на Карибима. Током његовог одсуства, његова сестра Хана је успешно одржавала посао у апотеци. Бенедикт је често путовао управо због посла од Нове Енглеске преко Квебека до Западноиндијских острва где је и командовао једним од својих трговачких бродова.
Дана 31. јануара 1767. Арнолд је почео са демонстрацијама због доношења неких одлука британског парламента и њихове колонијалистичке политике. Када су то чули, Британци су били бесни. Он и његова посада били су оптужени за пиратство и кажњени новчано са 50 шилинга за узнемиравање јавног реда и мира.
Окрутни британски порези довели су до уништења многих трговаца у Новој Енглеској, и сам Арнолд дошао је до руба уништења; запао је у дугове од чак 15.000 фунти што је тада била астрономска цифра.
Арнолд се, такође, борио у многим двобојима. У Хондурасу, британски капетан Арнолда је назвао проклетим „Јенкијем” који је лишен добрих одлика сваког џентлмена и овај га је одмах изазвао на двобој. Арнолд је победио у двобоју и ранио капетана који је био присиљен да му се извини.
Дана 22. фебруара 1767, оженио се са Маргарет, кћерком Семјуела Менсфилда. Имао је три сина: Бендикта, Ричарда и Хенрија. Маргарет је умрла 19. јуна 1775.

## Ратна каријера
У марту 1775. група од 65 добровољаца из Њу Хејвена формирала је неку врсту паравојске под називом „Гувернерова друга чета Гарде Конектиката” (енгл. Governor’s Second Company of Connecticut Guards). Арнолд је био одабран за њиховог капетана, па је организовао обуку и вежбе за рат. 21. априла 1775, када су вести о оружаном сукобу код Лексингтона и Конкорда дошле до Њу Хејвена, неколико студената са Јејла придружило се покрету Бенедикта Арнолда и заједно су кренули према Масачусетсу како би се придружили револуцији.
На путу за Масачусетс Арнолд је срео пуковника Парсонса, законодавца Конектиката. Њих двојица су се сложили да би директан напад на Тајкондерогу била кардинална грешка која би Американцима изазивала многе жртве, па су зато послали експедицију војника који би освојили Тајкондерогу, без сукоба са њиховим топовима.
Парсон је затим отишао у Хартфорд где је донирао новац Америчкој војсци под вођством капетана Едварда Мота. Мот се придружио Итану Алену и Аленовим одредима званим „Зелени планински Дечаци” (енгл. Green Mountains Boys) у Вермонту.
За то време, Арнолд је отишао у Масачусетс где се уверио у постојање Масачусетског комитета за сигурност у којем се скупљао новац за Америчку војску. Именовали су га за пуковника и заједно са још неким вођама послали га у Масачусетс где би се придружио војсци.
Како су се његове вође придружиле војсци, Арнолд је отишао на север где се састао са Аленом и преузео место заповедника операције.

### Заузимање Форт Тајкондероге
Почетком маја, америчка војска била је оформљена. 24. јула 1775. Тајкондерога је нападнута и заузета без битке, Американци су били шокирани малобројношћу Британаца. Експедиције у Форт Џорџу и Краун Поинту су такође били успешне као и препад код утврде Сент Џонс у Квебеку али ипак су из Сент Џонса Американци морали да се повуку због доласка британских трупа из Монтреала.
Током целог похода, Арнолд и Ален су се свађали. На крају је Ален повукао своје трупе и оставио Арнолда да сам командује у три тврђаве, али та његова управа није дуго трајала. Убрзо након што је Ален отишао, дошло је ново појачање под пуковником Бенџамином Химаном од 1000 људи. По налогу Конгреса, Химан је заменио Арнолда као командант тврђава. Тај потез Конгреса наљутио је Арнолда, који је толико труда уложио у револуцију. Арнолд је дао оставку на место пуковника и вратио се у Масачусетс.

### Квебек
Убрзо након формирања Регуларне Америчке војске у јулу 1775, генерал-мајор Филип, заповедник Одсека север, направио је план како да окупира Канаду преко утврђења Сент Џонс до језера Шамплејн. Циљ је био да одузму лојалистима важну базу одакле су могли да нападну горњи део Њујорка. Генерал Ричард Монтгомери заповедао је војском.
Арнолд је предложио да друга војска уз споразум са Шајером напада путујући узводно реком Кенебек у Мејну и низводно реком Чаудијер све до Квебека. Арнолд је веровао да, ако би Амерканци освојили Монтреал и Квебек, већина француских колонијалиста би се придружила Американцима у борби против Британаца. Генерал Џорџ Вашингтон и Конгрес допустили су ту измену плана и унапредили Арнолда у пуковника америчке војске, па су му дали да води напад на Квебек.
Непосредно пре него што је напустио Мејн, сазнао је за женину смрт. Зауставио се у Њу Хејвену како би погледао здравље своје деце, на његов захтев, Арнолдова сестра Хана им је постала мајка.
Војска од 1.100 људи укрцала се на брод којим су кренули из Њуберипорта у Масачусетсу 19. септембра 1775, а стигли су у Мејн 22. септембра 1775. Тамо су направили прелиминарне договоре са мајором Рејбеном Калбурном да саграде 2000 бродова који би превозили трупе узводно рекама Кенебек и Дед и низводно реком Чаудијере, што је било у складу са Арнолдовом плановима.
Британци су се плашили Арнолдовог приступа, па су уништили најбоље бродове и осталу опрему на јужној обали. Два ратна брода „Фригата” и „Слуп” стално су чували стражу да нико од Американаца не би прешао реку и дошао у Квебек. Ипак, Арнолд је био у могућности да набави довољно јаке бродове како би дошао у Квебек, што је и урадио 11. новембра 1775. Након преласка је схватио да његова војска није довољно јака да заузме град и послао обавештење Монтгомерију тражећи помоћ.
Током ових догађања у Квебеку, генерал Ричард Монтгомери ишао је у поход према Монтреалу са отприлике 1700 војника. Заузео је Монтреал 13. новембра. Монтгомери се почетком јануара придружио Арнолду и са комбинованом војском од 1325 војника напао Квебек. Американци су у Квебеку претрпели страшан пораз од британске војске вођене генералом Гајом Карлтоном. Монтгомери је убијен водећи напад, а Арнолд је теже рањен. Многи други су умрли, били рањени или заробљени.
Остаци Америчке војске, сада смањени на 350 добровољаца које је водио пуковник Арнолд, још увек су се неуспешно борили са Британцима. Коначно је у пролеће 1776. Арнолд добио појачање које је предводио бригадни генерал Дејвид Вустер. Након доласка појачања, Арнолд се вратио у Монтреал са остацима своје војске.

## Унапређење
Арнолд је зарадио унапређење у бригадног генерала након битке код Квебека 1776. Конгрес му је дао задатак да чува северну границу од британских продора.
Отприлике у то доба, почетком лета, Арнолд је упознао Бетси Деблоа, кћерку добро знаног лојалисте у Бостону. У то доба била је описивана као најлепша жена Бостона. Арнолд се удварао Бетси и покушавао да је запроси, али она га је она одбила.

### Исток
Пред крај 1776. Арнолд је добио заповест од генерала Џозефа Спенсера, новопостављеног заповедника за одсек Исток. 8. децембра 1776. повећа британска војска је ушла у Њупорт на Роуд Ајланду. Арнолд је провео само недељу дана у Њу Хејвену са својом породицом коју није видео готово годину дана. Након тога стигао је у Провиденс и 12. јануара 1777. добио је задатак да брани Роуд Ајланд као изасланик одсека Исток. Арнолд је на Роуд Ајланду имао војску од 2.000 људи, међутим кад је видео 15.000 Британаца како долазе повукао се назад.
Дана 26. априла 1777. Арнолд је био на путу за Филаделфију и застао је у Њу Хејвену како би још једанпут видио своју породицу. Доушник га је упозорио да се британска војска вођена генералом Вилијамом Трејоном од 2.000 људи искрцала у Норвоку у Конектикату. Трејон је своју војску довео до Ферфилда на Лонг Ајленд и ушао у Данбери, а главне залихе америчке војске су уништене.
Арнолд је успут покупио још 100 добровољаца које је спојио са генерал-мајором Голдом С. Силиманом и генералом Дејвидом Вустером. Заједно су чинили 5.000 добровољаца из источног Конектиката.
Арнолд и његови официри помакли су своју малу војску близу Дареберија како би омели британско повлачење. Након два дана, Арнолд је покушао да осујети британско повлачење, где је јуначки стао испред њих. У овом покушају да зауставе Британце, Вустер је погинуо, а Арнолд је рањен тако што је коњ којег су Британци погодили пао на његову ногу.

### Филаделфија
Након препада код Дареберија, Арнолд је наставио свој пут за Филаделфију. У Филаделфију је стигао 16. маја 1777. Тамо се сусрео са многим члановима конгреса, па тако и с генералом Шајером, који је тада био у Филаделфији, али је убрзо отишао у своје седиште у Олбани.
Арнолд је тада постао особа са највишим војним чином у целој регији, па је он преузео заповедништво, али Конгрес је одлучно одбијао да унапреди Арнолда; прво су га изоставили са списка, а други пут је генерал Томас Мифлин унапређен уместо њега. То је проузроковало даље несугласице. 11. јуна 1777. Арнолд је дао оставку на место бригадног генерала.
Убрзо након тога, Вашингтон је дао понуду Арнолду да оде на север јер је утврђење Тајкондерога пала у британске руке. Тај поступак Вашингтона је доказао да он има поверења у Бенедикта Арнолда.

## Саратога
У лето 1777. догодила се прекретница у Америчком рату за независност.
Саратога је место близу Олбанија у Њујорку, где су вођене неке од одлучујућих битака у Америчком рату за независност. Те битке завршиле су се америчком победом и заробљавањем велике британске војске под заповедништвом генерала Бергојна који се предао 17. октобра 1777. Бенедикт Арнолд одиграо је важну улогу у биткама код Саратоге.
Битка за Бемисове висове је била завршна битка у Саратоги. Бројчано надјачана, без залиха, и у немогућности да се повуче, што је већином Арнолдова заслуга, британска војска је морала да се преда 17. октобра 1777.
Историчари се слажу да је Арнолд у великој мери заслужан за победу у бици код Саратоге, због његове храбрости, маштовитости и војне генијалности. Готово сам је онемогућио Енглезима бег у одлучујућој бици, али због лошег односа између њега и Хорејшија Гејтса, Арнолд није добио никакву награду за то. Гејтс га је намерно изоставио из плана за последњу битку. Уместо тога, казнио га је због непоштовања наређења. Арнолд није скривао своје незадовољство Гејтсовим планом који је окарактерисао као превише обзиран и уобичајен.

## Заповедништво у Филаделфији
Средином октобра 1777. Арнолд је лежао у болници у Олбанију због рана на нози које је добио у бици кад Саратоге. Нога му је била уништена, али није дао да му је доктори оперишу. Након лечења повреда, лева нога му је остала 5 cm краћа од десне. Провео је зиму 1777—1778. у Воли Форџу лечећи се од повреда.
Након британског одласка из Филаделфије, Вашингтон је поставио Арнолда за заповедника града.
У јуну је Арнолд сазнао за склапање савезништва са Французима и томе се одлучно противио поучен искуствима из Француског и Индијанског рата. Иронично је то што је баш Арнолд заслужан за победу Американаца код Саратоге након које су се Французи охрабрили да уђу у рат.
Затим, Конгрес је у Арнолду изазвао бес и огорченост својим поступцима према њему. Нису га унапредили упркос његовим заслугама и ратном искуству, него су унапредили генерале који су имали везе у Конгресу.

Упустио се у друштвени живот града, организовао је многе забаве и пао у велике дугове. Његова љутња према конгресу бацила га је у још веће дугове из којих није могао да се извуче. Затим је уследио његов познат цитат који је жалећи упутио Вашингтону. 
| „ | Када сам постао слуга својој земљи, нисам очекивао тако незахвалне поступке неких људи. | ” |

Дана 26. марта 1779. Арнолд се срео са Пеги Шипен, кћерком судије Едварда Шипена. Она и Арнолд су се венчали већ 8. априла 1779.
Током британске опсаде Филаделфије, Пеги је била заљубљена у војника генерала Џона Андреа.

## Вест Поинт
У 1780. Арнолд је затражио и добио место заповедника Вест Поинта. Већ је почео договоре са Британијом преко мајора Џона Андреа, истакнутог лојалисте. Арнолд се договорио да ће Вест поинт дати Бритацима у замену за 20.000 фунта и чин бригадира. Његови планови пореметили су се кад је мајор Џона Андре ухваћен на путу до Арнолда. Андре је носио документе који су инкриминисали Арнолда. Арнолд је побегао Британцима. Мајор Џона Андре је осуђен на смрт и обешен.

## Борба за Британију
Британци никад заиста нису веровали Арнолду иако је видео неке радње које су се догађале на америчкој „позорници”. У децембру 1780. под заповедништвом Хенрија Клинтона водио је 1.600 војника у Вирџинију да заузме Ричмонд.
Арнолд је питао једног заробљеног америчког војника шта би му Американци направили када би га ухватили. Војник му је одговорио да би му одсекли обе ноге и покопали их са његовим војним заслугама, а остатак обесили. То доказује чињеницу да су Американци били више него бесни на њега.
На југу, Лорд Корнволис кренуо је према Јорктауну. Када је стигао тамо у јуну 1781, послао је Арнолда према Новом Лондону у Конектикат како би привукао Вашингтонову пажњу. Док је Арнолд био у Конектикату, освојили су утврду Грисволд 8. септембра. У децембру Арнолд је био позван у Енглеску са мноштвом других заповедника које је краљ склонио из Америчког рата за независност. Ту је за Арнолда завршила каријера у Америчком рату за независност